# Talamona
Talamona ist eine norditalienische Gemeinde (comune) in der Provinz Sondrio in der Lombardei.

## Lage und Einwohner
Die Gemeinde liegt etwa 22 Kilometer westlich von der Provinzhauptstadt Sondrio an der Adda nördlich des Parco delle Orobie Valtellinesi. Sie zählt 4577 Einwohner (Stand 31. Dezember 2024). 
Die Nachbargemeinden sind Albaredo per San Marco, Ardenno, Dazio, Forcola, Morbegno und Tartano.

### Verkehrsanbindung
Talamona liegt an der Strada Statale 38 dello Stelvi auf dem Teilstück zwischen dem Lago di Como und Sondrio. Zudem besteht ein Bahnhof an der Veltlinbahn, die Tirano mit Lecco verbindet.

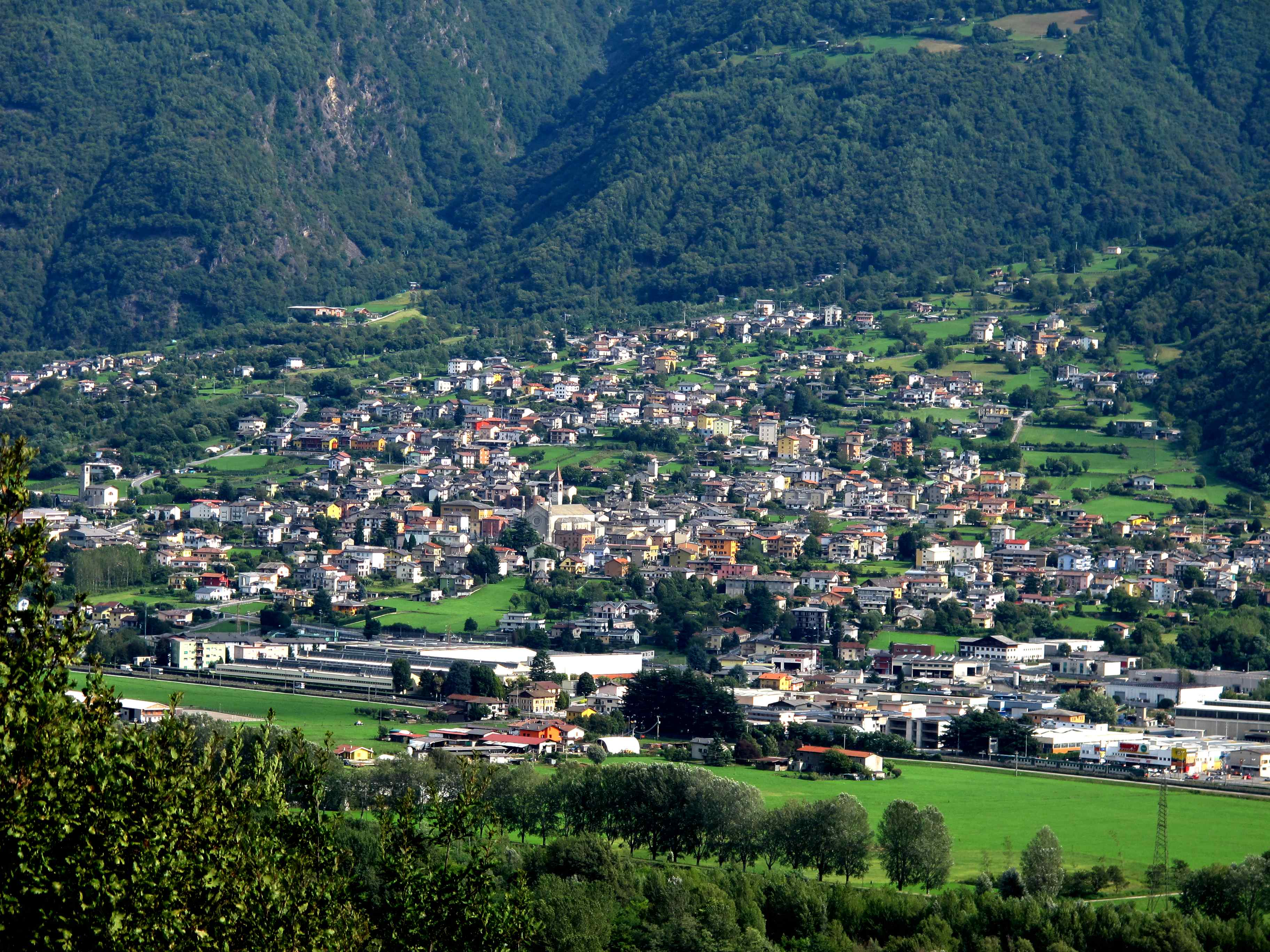
panorama

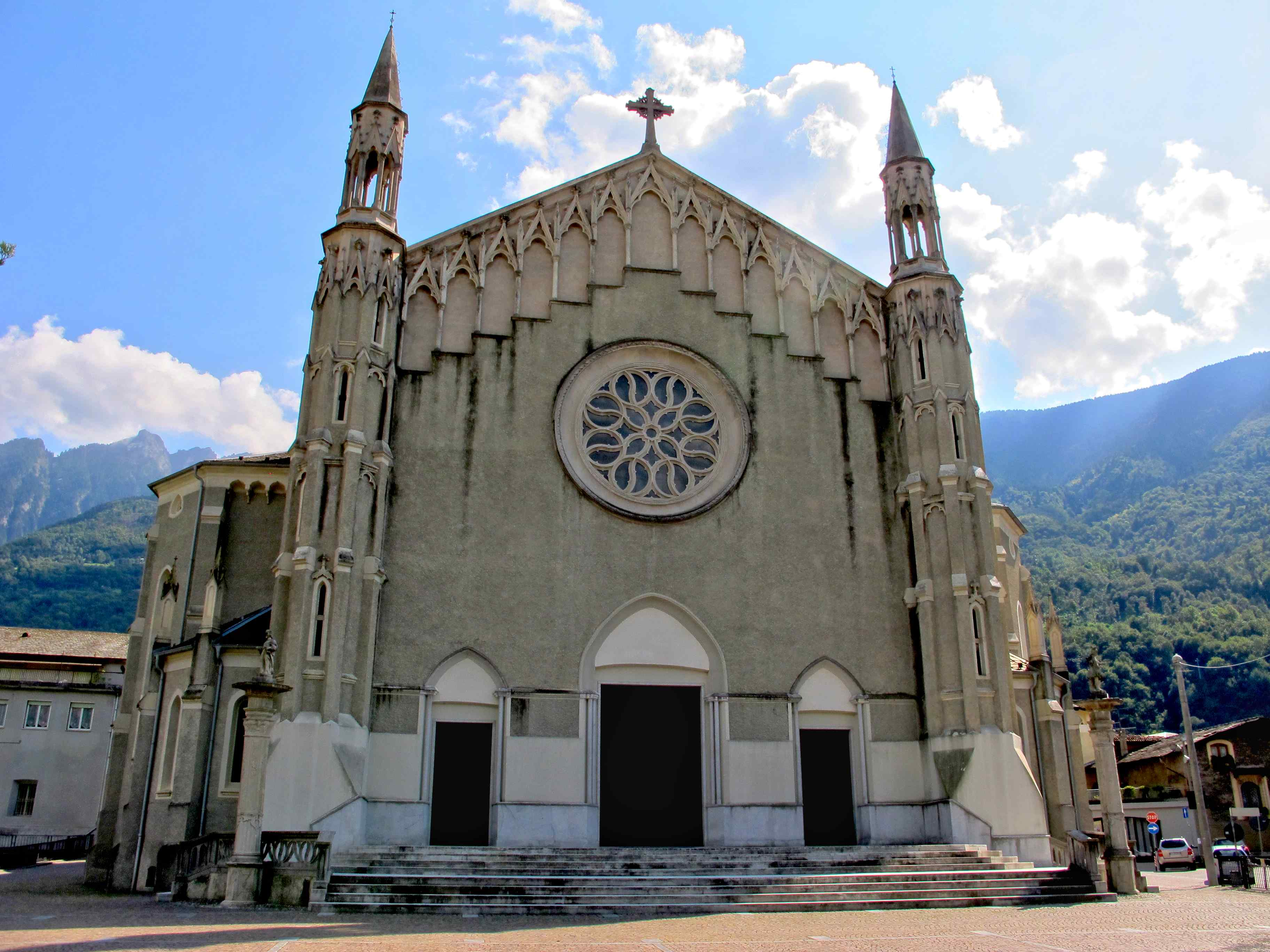
Pfarrkirche Talamona

## Sehenswürdigkeiten
- Pfarrkirche Santa Maria Nascente wieder erbaut im 20. Jahrhundert aber bewahrt noch Glockenturm, Presbyterium und Absys del 16. Jahrhundert.
- Kirche San Giorgio beim Friedhof renoviert (1623) am Hochaltar bewahrt der Gemälde Jungfrau mit Kind, mit Heiligen Georg und Adalbert auf beiden Seiten (1601) von Carlo Buzzi aus Viggiù.
- Kirche San Gerolamo im Ortsteil Serterio superiore (15. Jahrhundert) hat eine Giebelfassade mit einem barocken Marmorportal. Ein großer San Cristoforo ist in der Gesellschaft eines kleineren Hieronymus mit zwei Heiligen gemalt. Im Inneren gibt es auch ein Abendmahl, das viele Ähnlichkeiten mit dem von San Giorgio in Premiana hat. Die Künstler Francesco Guaita aus Como und Abbondio Baruta aus Domaso sind die Autoren der äußeren und inneren Fresken.

## Persönlichkeiten
- Francesco Gavazzi (* 1984), Radrennfahrer, in Talamona aufgewachsen